# Plopana
Plopana est une commune roumaine située dans le județ de Bacău.